# Pogroms en Biélorussie pendant la guerre civile russe
Les Pogroms en Biélorussie pendant la guerre civile russe sont des déferlements de violences qui se sont abattus sur la Biélorussie et visaient spécifiquement la population juive du pays. Ces pogroms, qui eurent lieu pendant la guerre civile russe et la guerre soviéto-polonaise, entre 1918 et 1922, se sont produits après deux vagues précédentes de pogroms : ceux des années 1880 consécutifs à l'assassinat du tzar Alexandre II et ceux des années 1905 et 1907 consécutifs à la révolution russe de 1905. Toutes les régions occidentales de l'Empire russe (zone de résidence) ont été frappées par des pogroms : l'Ukraine, la Biélorussie, les provinces occidentales de la Russie. La proportion de pogroms qui se déroulèrent en Biélorussie durant la période de 1918 à 1922 représenterait 14 % seulement du total ces mêmes époques, dans les lieux de concentration majeurs des Juifs dans l'empire russe, contre 78 % en Ukraine et 8 % en Russie occidentale.
Le nombre de victimes en Biélorussie atteindrait le chiffre de 25 000 tués (pour 125 000 en Ukraine).

## Origine
Il faut distinguer les différentes racines de l'antisémitisme, religieuses, économiques ou politiques, et les raisons de l'apparition de la violence contre les Juifs.
La racine religieuse de l'antisémitisme est la plus ancienne, mais les rivalités économiques l'ont ravivée : ainsi, dans l'ancienne union polono-lituanienne la noblesse catholique avait, au cours des XVIe et XVIIe siècles, affermé ses immenses domaines à des financiers juifs, attendant de ceux-ci qu'ils gèrent ces domaines de manière à assurer l'opulence de cette aristocratie regroupée à Varsovie, Cracovie ou Lwow. Cela amena les affermeurs à exploiter les masses paysannes chrétiennes orthodoxes, et les popes de ces masses asservies, périodiquement secouées de jacqueries, ont véhiculé des mythes antisémites, encouragés par le tsarat de Russie orthodoxe, en lutte contre l'union polono-lituanienne. Les cosaques, eux aussi orthodoxes, sont ainsi devenus les « défenseurs » auto-proclamés de ces masses paysannes dont ils étaient issus, et les vecteurs de pogroms dans le sillage de l'expansion russe vers l'Ouest.
Au début du XXe siècle, dans l'Empire russe, l'affermage par des Juifs avait été interdit, ainsi que le droit de posséder de la terre et bien d'autres activités : de nombreux Juifs lassés par ces restrictions et révoltés par les persécutions, se sont éloignés des mitnagdim traditionalistes et des hassidim mystiques, pour former l'important mouvement laïc et socialiste dit « bundiste », dont beaucoup de jeunes membres rejoignirent les bolcheviks après la révolution d'Octobre, dans l'espoir de voir émerger une société égalitaire, sans discriminations. Durant la guerre civile russe, cela les amena à entrer en conflit avec l'Armée blanche tsariste et avec les nationalistes baltes, polonais, biélorusses et ukrainiens, notamment pendant la guerre soviéto-polonaise. Cette situation généra des racines politiques à l'antisémitisme, comme en témoigne le mythe du judéo-bolchevisme,.
La violence a aussi des racines sociales liées à la dégradation générale des liens sociaux, à l'apparition de structures étatiques nouvelles, au basculement des valeurs morales qui suit la Première Guerre mondiale et la guerre civile russe. Une République populaire biélorusse est proclamée en mars 1918. Le 1er janvier 1919, elle est remplacée par une république socialiste soviétique de Biélorussie, qui en 1922 contribue à former l'URSS.
Concernant les Juifs, la révolution d'octobre 1917 a tenu initialement ses promesses : ils sont émancipés de leur confinement dans leur zone de résidence et dans leurs shtetlech, et peuvent exercer n'importe quelle profession ; en revanche, ils doivent abandonner leurs spécificités religieuses, car la religion, quelle qu'elle soit, est l'« opium du peuple ». Mais aux yeux des nationalistes et des Russes blancs, les Juifs ont profité de la révolution d'octobre 1917 au détriment des autres peuples qui n'en ont retiré que du malheur.
Par ailleurs, en Biélorussie, les Juifs furent victimes, comme en Ukraine, d'une double violence de la part de deux protagonistes différents : d'une part, ils furent victimes des différentes forces armées en lutte contre les bolcheviks, et d'autre part ils furent l'objet de l'ire des mouvements paysans qui luttaient pour devenir maîtres de leurs terres, mouvements à tendance anarchiste, hostiles à tout pouvoir étatique sous quelque forme que ce soit. En ce qui concerne les armées, il s'agissait surtout des troupes polonaises le long d'un front mouvant durant la guerre russo-polonaise de 1920. Parfois aussi les forces bolchéviques pratiquaient des réquisitions y compris auprès des Juifs, exigeant notamment les objets de valeur. Des « bandes » existaient aussi, composées parfois de déserteurs, parfois de paysans ou d'affamés vivant de brigandage, parfois sous la conduite de bandits (comme la bande de Galak par exemple, en avril 1921 à Vassilevitchi Voblast de Homiel).

## Témoignage historique
Les contemporains des pogroms des années 1918-1922 comprirent rapidement qu'ils avaient des motifs bien plus complexes que les pogroms de 1880 ou des années 1905-1907. Aussi les responsables des organisations, partis, communautés juives veillèrent-ils à interroger les victimes et à consigner les témoignages réunis. Ces témoignages des victimes furent complétés par ceux de diverses autorités amenées à constater les mêmes évènements. L'ensemble forme un des tout premiers projets abouti d'histoire orale sur la question des violences ethniques.
Une partie est conservée au GARF : Archives d'État de la fédération de Russie.
Une partie des documents réunis par l'historien russe Ilia Tcherikover est également conservée à New York au sein du YIVO. Par la suite l'étude de la Shoah éclipsa celle des pogroms. Ce n'est que depuis 2000 que se manifeste un intérêt croissant pour ce sujet.

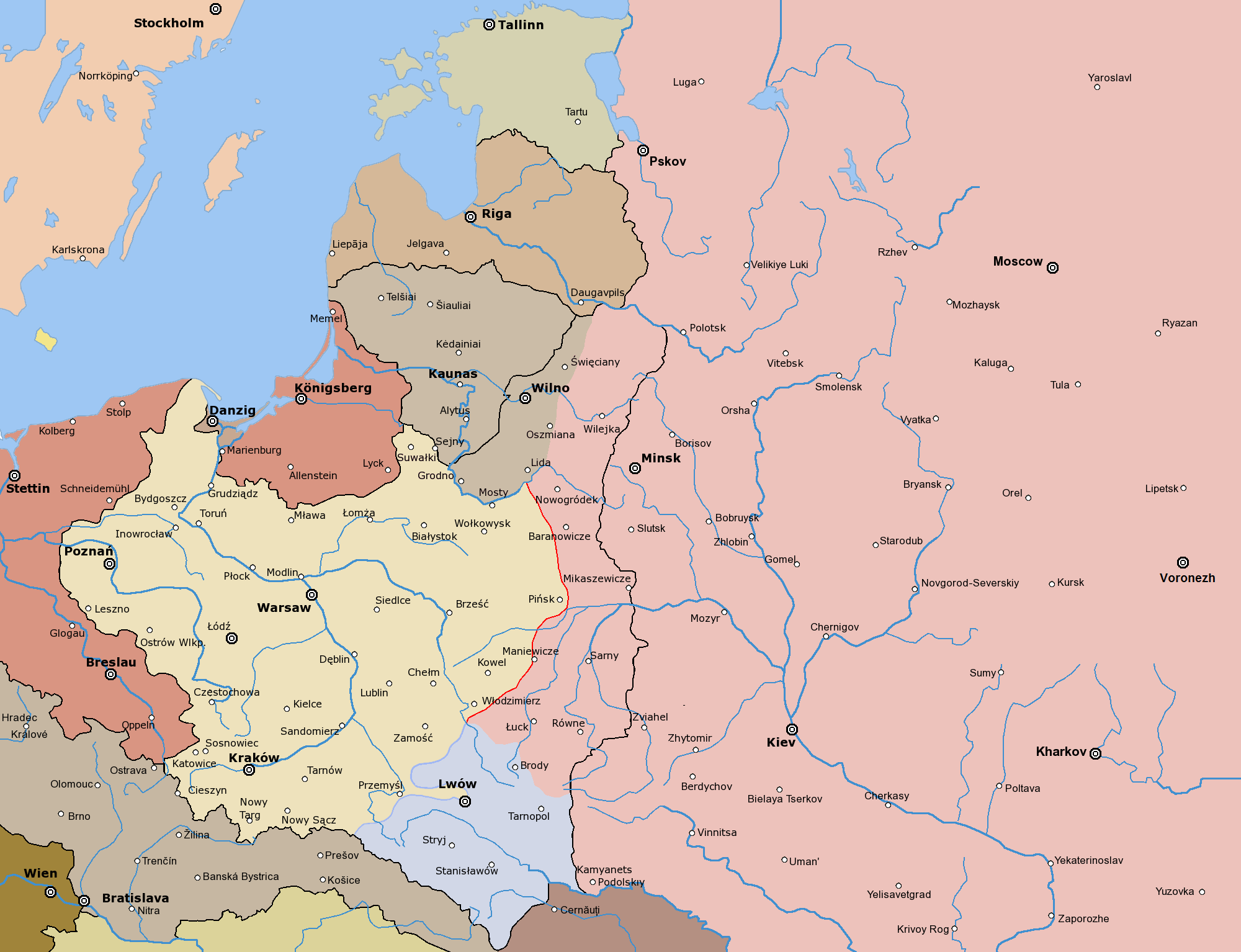
Frontière russo-polonaise. Renaissance de la Pologne, mars 1919

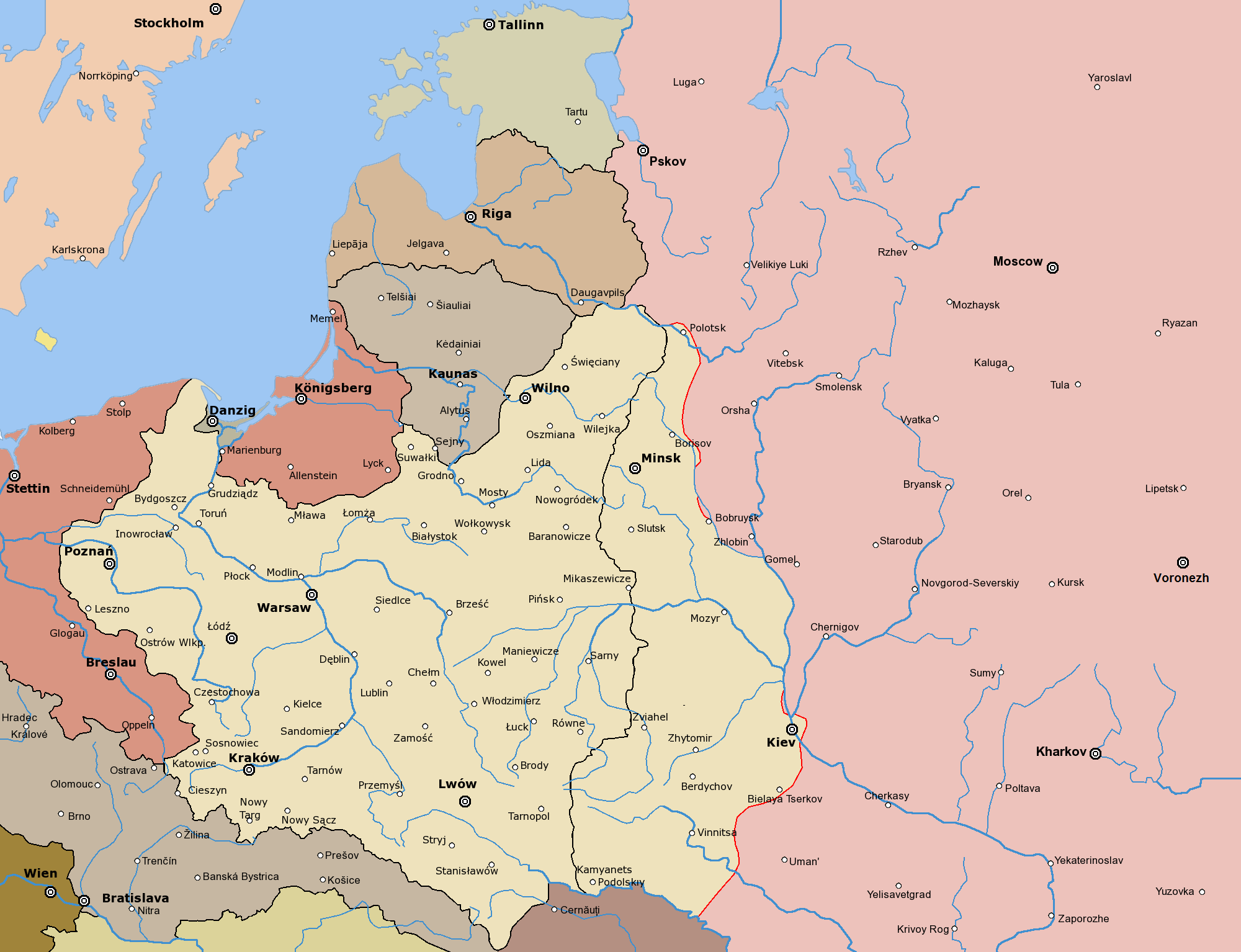
Frontière russo-polonaise. L'avance polonaise maximale lors de l'opération Kiev, en juin 1920

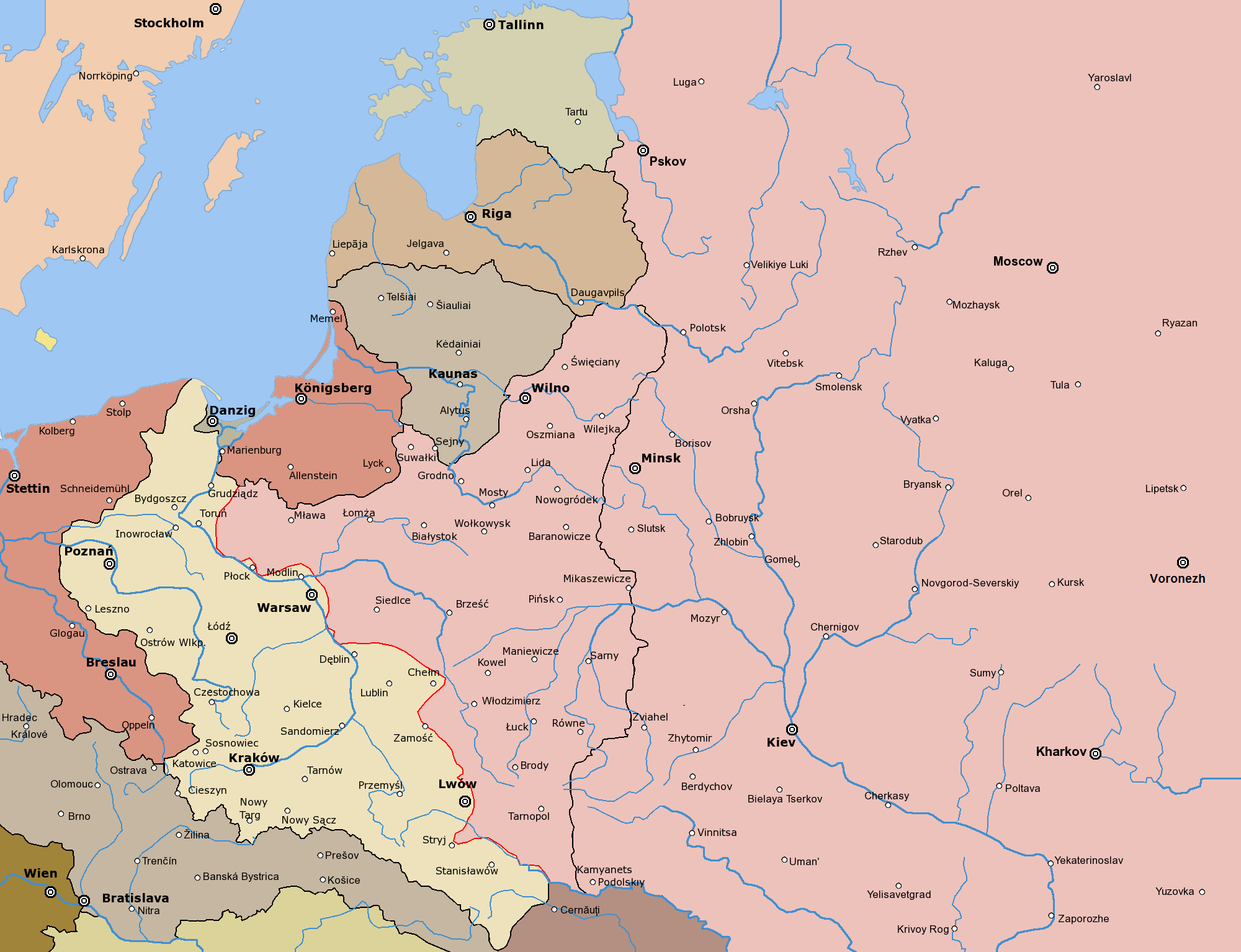
Frontière soviéto-polonaise. L'avance soviétique en août 1920

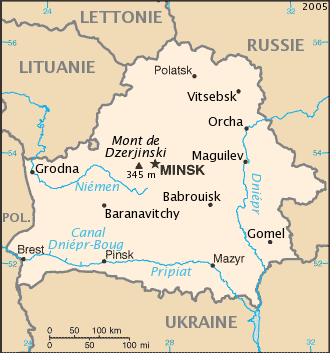
Biélorussie-carte des villes au XXIe siècle

## La guerre en Biélorussie
Au début de l'année 1919, le territoire de l'actuelle Biélorussie a été disputée entre la Russie soviétique et la deuxième république de Pologne. L'avancée maximale de l'armée polonaise, au milieu de l'année 1920, couvrait pratiquement l'ensemble de la Biélorussie à l'exception du voblast de Vitebsk et d'une partie de ceux de Moguilev/Mahiliow et de Gomel/Homel. Mais, dès le mois d'août 1920, les forces soviétiques reprennent les territoires perdus, et même largement au-delà de Brest, Hrodna/Grodno et jusqu'à Bialystok et Varsovie. C'est entre ces fronts mouvants que se déroulent les pogroms dits de Biélorussie dans les années 1918-1922.

## Caractère massif des pogroms
Les pogroms des années 1918-1922 sont sans précédent dans l'histoire européenne moderne d'avant la Shoah : par l'étendue du territoire où ils se déroulent, par le nombre de victimes et des participants aux pogroms, par la diversité des formes de violence, par leurs motivations idéologiques. Dans Le Système totalitaire, Hannah Arendt insiste sur les caractéristiques de cette violence d'un type nouveau apparues au XXe siècle : caractère de masse, fondements idéologiques, nouvelles technologies de mise à mort. Dans cette perspective, les pogroms des années 1918-1922 constituent une étape transitoire entre les formes de violence à la fin du XIXe siècle et le début du XXe siècle. La violence mise en œuvre dans les pogroms de la guerre civile russe ne correspond pas au modèle d'Hannah Arendt de violence totalitaire, mais leur étude permet de reconstituer le « chaînon manquant » dans l'évolution de la violence ethnique au XXe siècle.
Une des caractéristiques majeures des pogroms des années 1918-1922 est le fait qu'ils se propagèrent bien au-delà des zones traditionnelles des violences anti-juives des années 1880 et 1905-1907. Les pogroms précédents étaient des explosions de violence brèves, limitées dans le temps. Dans les années 1918-1922 ils deviennent un malheur continu et permanent. Comme les décrit Ilia Tcherikover, il s'agit alors d'un « mouvement pogromiste » : les belligérants impliqués considèrent tous les Juifs comme des « nuisibles à exterminer », des « vecteurs du bolchevisme » qui risquent de les asservir en tant que nations (baltes, polonaise, ukrainienne...) : il faut dès lors « nettoyer le terrain » de leur présence.
Trois grandes vagues de pogroms peuvent être distinguées en Biélorussie durant la période 1918-1922 :
- la première lors de l'occupation polonaise de 1919-1920 pendant la guerre russo-polonaise ;
- la deuxième est une « épidémie » de pillages et de meurtres accomplis surtout par l'un des détachements appelés « bandes » ;
- la troisième est une « orgie de banditisme à caractère pogromiste » en décembre 1920 et au début 1921.

Durant ces années, la Biélorussie resta à l'écart des grands conflits militaires entre les « Rouges » (bolcheviks), les « Blancs » (tzaristes) et les « Noirs » (anarchistes) qui déchiraient la Russie et l'Ukraine voisines. Les enjeux en Biélorussie étaient politico-territoriaux, mettant aux prises la Russie bolchevique, la Pologne, la Lituanie et l'Ukraine nationaliste. Dans les territoires qu'elle contrôlait, l'Armée rouge ne se livra pas à des pogroms, mais elle pressura les paysans biélorusses de tant de réquisitions, que la famine poussa ces derniers à commettre des « pogroms alimentaires ». L'une des principales différences avec les pogroms de la fin du XIXe siècle qui se concentraient dans les villes, est que ceux des années 1918-1922 se développèrent dans les campagnes.
Un deuxième vague de pillage et de meurtres de masse peut être attribuée aux bandes telles que « la bande de Balakhovitch » dit aussi Boulak-Balakhovitch,, la bande de Savinkov, celle de Galak.
Les exactions et les violences commises en Biélorussie durant les années 1918-1922 présentent également des traits caractéristiques suivant la « vague » durant laquelle elles se produisirent :
- Lors de l'avancée puis de la retraite de l'armée polonaise en 1920, ce sont surtout des pillages des biens juifs, la destruction de leurs habitations par le feu. Le nombre de victimes reste faible, sauf exception. Le but poursuivi est de terroriser la population juive, de se prémunir contre toute réaction en vue de les empêcher de soutenir l'Armée rouge, et de pratiquer une « politique de la terre brûlée » devant celle-ci. De tels pogroms eurent lieu notamment à Vitebsk (29 avril 1918), à Lida (le 5 avril et la 16 avril 1919), dans le raïon de Babrouïsk (en juillet-août 1920), et lors du massacre de Pinsk (en avril 1919).
- La deuxième vague de pogroms, qui se déroule à l'automne 1920, est l'œuvre principale de la bande de Boulak Balakhovitch et s'accompagne de nombreux meurtres et viols. De tels pogroms eurent lieu notamment dans différents villages du raïon de Mazyr.
- La troisième vague, à la fin 1920 et au début de 1921, fut le fait des paysans affamés qui s'intéressaient plus, de manière générale, au pillage des denrées qu'à l'assassinat des Juifs[20].

L'historien israélien Leonid Smilovitski signale que pour l'année 1921, en Biélorussie, les pogroms se déroulèrent en 177 lieux différents où vivaient 7 316 familles (soit 29 270 habitants). Le nombre de familles touchées s'élevait à 1 748 au sein desquelles on pouvait dénombrer1 700 tués, 150 blessés et 1 250 femmes et fillettes violées.
Les pogroms des années 1918-1920 sont caractérisés encore par le nombre élevé de participants aux violences de masse. Selon les témoignages des victimes, il apparaît clairement qu'elles étaient parfaitement au courant des tendances pogromistes de telle ou telle unité, de telle ou telle bande, ou de tel ou tel commandant de régiment, mais elles préféraient en profiter pour grappiller des biens. Les détachements de Boulak Balakhovitch étaient particulièrement redoutés.

## Idéologie des pogroms
Les documents d'époque permettent d'analyser les motivations des chrétiens à participer aux pogroms. Les Juifs étaient considérés comme des exploiteurs et des « étrangers ». La montée du nationalisme lors de la chute de l'empire tsariste, ainsi que la peur du bolchevisme suscitée par la « terreur rouge » avaient exacerbé les tensions nationalistes et attisé l'antisémitisme. Des considérations économiques jouaient un rôle considérable dans le conflit qui opposait les paysans biélorusses aux villes du pays (cette situation était la même qu'en Ukraine). Produisant les denrées alimentaires, les campagnes, isolées et dispersées, étaient plus vulnérables aux réquisitions et aux violences que les villes, mieux ravitaillées parce que mieux défendues par des troupes armées ; en outre, les campagnes manquaient cruellement de produits de première nécessité (clous, sucre, pétrole, sel, produits manufacturés). Les pénuries alimentaient la spéculation. L'insécurité et la destruction des structures traditionnelles où la population juive avait ses secteurs réservés poussa aussi bien les Juifs que les non-Juifs à spéculer. La population juive concurrente devient une cible privilégiée potentielle pour le pillage. La politique des réquisitions menées par les bolcheviks et la présence nombreuse de Juifs au sein des nouvelles institutions soviétiques, dont la Tchéka, rendit les Juifs plus haïssables que jamais aux yeux des chrétiens.
Pour comprendre comment de paisibles paysans se transformèrent en fauteurs de pogroms, pillards et assassins, il faut également faire appel à la psychologie des foules, replacer les actes dans la période historique où règnent l'insécurité, la disette, les changements brutaux d'autorités qui accusent, chacune, les populations d'avoir soutenu leurs ennemis, la disparition des valeurs humanistes, solidaires ou charitables, et leur remplacement par un cynisme généralisé où les comportements agressifs et violents deviennent la norme. Comme le décrit Harald Welzer dans Les Exécuteurs, une redéfinition radicale de ce qui fait partie de l'« univers d'obligations générales » s'établit. Boris Pasternak décrit aussi ce basculement dans son roman Le docteur Jivago. Dans le cas de l'antisémitisme et des pogroms, une pratique d'exclusion s'établit à l'encontre d'une partie de la population et conduit à la spoliation, à la déportation et à la violence à son égard : c'est le « syndrome du bouc émissaire ». Dans ce contexte le « déplacement » devient un « nettoyage » puis une extermination pure et simple des « non-appartenants ».
Le nombre des victimes des Pogroms de Biélorussie est difficile à établir. On décompte entre 35 000 et 200 000 victimes pour l'ensemble des territoires de la Russie européenne, de l'Ukraine, de la Biélorussie. Ils datent des évaluations proposées en 1920-1930. Toutefois, à l'époque, les personnes décédées des suites de leurs blessures plusieurs semaines après les pogroms n'ont pas été prises en compte. Il va sans dire que ne sont pas pris en compte non plus les troubles moraux et psychologiques graves résultant de ces pogroms : pertes d'enfants, de parents, de proches, viol des femmes et jeunes filles, blessures graves, incendies des maisons, pertes de biens. Si des chiffres plus complets ont existé concernant les tués, ils ont disparu. Diverses méthodes ont été utilisées pour reconstituer le nombre des victimes. Selon Z. Midline qui fait référence au démographe juif Iakov Leschinski 125 000 Juifs auraient été tués dont 25 000 en Biélorussie et 100 000 en Ukraine.
Mais les pogroms durant la guerre civile russe n'ont pas détruit seulement des personnes : ils ont abattu un mode de vie traditionnel, une culture séculaire, celle des shtetlech.

## Les sources historiques sur les pogroms
Malgré les nombreux pogroms survenus, aucune structure d'organisation de secours ou d'enquête ne fut mise en place en 1917-1918 dans les régions concernées (Russie, Biélorussie, Ukraine). Seul l'« office Nansen » recueillit des témoignages auprès des survivants ayant fui l'URSS. Les administrations des états nouveaux ne disposaient pratiquement que de la presse et surtout des journaux juifs pour recueillir des informations. À partir de 1919, furent créées à Kiev des organisations chargées de porter assistance aux victimes et de récolter des documents et des témoignages sur les pogroms survenus en Ukraine. Le Comité central (Comité central d'aide aux victimes des pogroms) était le principal acteur de cette recherche. Rapidement l'accent fut mis par ces organisations sur la nécessité de recueillir les dépositions le plus vite possible après les faits et d'interroger des personnes des catégories différentes de la population. L'historien Ilia Tcherikover orchestra le projet de collecte de témoignages et renseignements. La collection constituée par cet historien est aujourd'hui, pour partie, conservée par l'YIVO de New York. C'est une entreprise d'histoire orale des violences ethniques qui n'avait jamais été engagée précédemment.
Le travail systématique d'enquête en Biélorussie ne commence qu'un peu plus tard, dans le courant de l'année 1919, et sous la pression de la communauté internationale. À la conférence de la paix de Paris (1919), une résolution fut adoptée pour qu'une enquête soit diligentée sur les pogroms dans les zones polonaises de la Biélorussie (aucune enquête n'étant possible dans la zone sous contrôle bolchevik, dont le statut n'était pas clair car entre 1919 et 1922, les autorités soviétiques affirmaient « ne pas pouvoir collecter d'information sur les pogroms de Biélorussie, ce pays ayant proclamé son indépendance »). Différentes administrations furent créées en Biélorussie polonaise pour aider les victimes et rassembler des documents d'enquête. Une commission américaine présidée par le sénateur Morghentau fut envoyée en Pologne du 13 juillet au 13 septembre 1919. Elle se rendit notamment à Pinsk, à Lida et à Lwow, alors polonaises, aujourd'hui biélorusses (pour les deux premières) et ukrainiene (pour Lviv). Une délégation britannique suivit : la commission Samuel, du 18 septembre au 6 décembre 1919.
La consolidation des positions soviétiques en Ukraine permit la création d'organisations pan-russes d'aide aux victimes à Moscou, la plus connue étant l'Evobschestkom (1920-1924), le « Comité social juif ». C'est l'American Jewish Joint Distribution Committee, fédération des associations caritatives américaines, qui présente la création de ce comité social. Le Politburo du Parti communiste examina l'offre de l'American Jewish Joint Distribution Committee le 18 juin 1920 et accepta cette création de l'Evobschestkom à condition que les comités dont il se composait soient à majorité communiste. À partir de la création de l'Evobschestkom, le département d'information de celui-ci commença à récolter des renseignements sur les pogroms de Biélorussie. Une commission spéciale fut créée localement en août 1920, mais elle ne commença à travailler réellement qu'en décembre 1920.
Après l'occupation du territoire biélorusse par l'Armée rouge pendant l'été 1920, la collecte des informations est prise en charge également par les administrations soviétiques et par des commissions Ad hoc mises en place par le commissariat du Peuple aux Affaires étrangères, le commissariat du Peuple aux nationalités, le commissariat provisoire aux Affaires juives (dont le nom devint par la suite : « Département juif »). Un Bureau de Renseignement est créé qui centralise les documents recueillis. Une maison d'édition commune entre le Département juif et l'Evobschestkom est créée, et des recueils sont publiés comme celui intitulé : « Les Pogroms polonais contre les Juifs en Biélorussie ». Au début de l'année 1922, la guerre soviéto-polonaise ayant cessé et une frontière partageant la Biélorussie ayant été tracée par le traité de Riga, le gouvernement soviétique cessa de porter attention à la collecte d'informations sur les pogroms. Ils furent dès lors considérés comme des actes de brigandage ou de simples émeutes.

## L'ombre de la Shoah
Les pogroms des guerres civiles russes constituent la troisième vague de pogroms dans l'histoire de la Russie moderne. Toutefois l'ampleur sans précédent de ceux-ci les distinguent radicalement des pogroms précédents. Avec l'historien Nicolas Werth, la question peut être posée de savoir si le qualificatif « pogrom » est encore adéquat pour désigner ces évènements. Le Massacre de Pinsk par exemple, semble être désigné plus souvent sous ce terme de « massacre », que sous celui de « pogrom de Pinsk ». Entre les pogroms « traditionnels » perpétrés en temps de paix, et les massacres massifs et systématiques pendant une guerre civile, perpétrés par des unités armées convaincues d'exterminer des ennemis, un seuil de violence à la fois qualitatif et qualitatif est franchi. Le caractère brutal de la guerre civile, l'extrême violence qui la singularise, fait à tort oublier, selon Nicolas Werth, que beaucoup de Juifs furent massacrés uniquement parce qu'ils étaient juifs, sans avoir en rien pris parti pour l'un ou l'autre combattant, et sans même détenir des biens susceptibles d'attirer des convoitises. L'antisémitisme n'était pas la doctrine officielle de l'Armée blanche, de la deuxième république de Pologne ou d'autres mouvements combattant le bolchévisme, mais ces guerres firent naître le mythe du judéo-bolchevisme associant toujours le mot Juif au mot bolchevik.
Dès lors, avec d'autres historiens, Nicolas Werth se pose la question de savoir si les crimes de guerre antisémites commis en 1918-1921 dans les mêmes lieux (Ukraine et Biélorussie) que le génocide des années 1939-1945, ne constituent pas le « chaînon manquant » longtemps oublié, qui relie l'antijudaïsme traditionnel à la Shoah.

## Intérêt des historiens pour les pogroms
Les pogroms des guerres civiles russes ont été longtemps un évènement peu étudié eu égard à l'ampleur des massacres, les plus grands avant la Shoah. Trois raisons peuvent expliquer ce désintérêt relatif : l'accès difficile aux sources pendant l'existence de l'URSS et la guerre froide ; la dilution des pogroms dans un tumulte immense de temps de troubles ; l'ombre immense portée par la Shoah qui a suivi ces évènements quelques décennies plus tard. Les recherches actuelles des historiens parmi lesquels les russes Oleg Boudnitski, Guennadi Kostyrtchenko, l'israélien Leonid Smilovitski, le français Nicolas Werth et d'autres, témoignent du regain d'intérêt apparu depuis quelques années et qui aboutit souvent à les considérer comme les prémisses du génocide qui se produira deux décennies plus tard dans les mêmes lieux : la Biélorussie et l'Ukraine.

## Documentation
Lidia Miliakova présente dans Le livre des pogroms (réf no 425 à 532) une quarantaine de rapports divers sur les pogroms de Biélorussie durant la guerre civile russe. Les documents présentés ne constituent qu'une partie d'un fonds exceptionnel d'archives sur l'histoire des pogroms de 1918-1922. Les pogroms cités sont notamment ceux de Vitebsk (29 avril 1918), le Pogrom de Pinsk repris également comme « Massacre de Pinsk » (5 avril 1919), et encore ceux de Lida (16 avril 1919), de Vawkavysk (mars-avril 1920), d'Hlousk (8-11 juillet 1920), de Horki/Gorki (entre le 9 et le 13 juillet 1920), d'Ouzda (10-13 juillet 1920), de Hrodna/Grodno (15-19 juillet 1920), du district de Mazyr (octobre 1920 et juin 1921), de Petrykaw (4-10 novembre 1920), de Liouban(26 novembre 1920), de la Province de Homiel/Gomel (novembre 1920, en février 1921 et encore en avril 1921), de district de Retchitsa (15 avril 1921), du district de Raïon de Tcherven (dit aussi Igoumen) (en mai-juin 1921), du district de Babrouïsk (été 1921).
Les fauteurs de pogroms présentés sont, dans ces rapports, l'armée polonaise en retraite face à l'Armée rouge, la bande de Balakhovitch, celle de Savinkov, des bandits, des déserteurs.
Les rapporteurs sont des journalistes, la Commission britannique « Samuel », des médecins, des instituteurs, l'« office Nansen », la commission d'enquête sur les atrocités commises par les troupes polonaises, des habitants, la section d'information de l'Evobschestkom, le commissariat du Peuple à la protection sociale de la RSS de Biélorussie, des enfants d'écoles juives, le secrétaire du détachement juif de l'armée de S. Boulak Balakhovitch, des témoins anonymes, des habitants de bourgades, des responsables du département aux nationalités, des délégués du commissariat du Peuple à la Santé publique, des chefs de détachements médicaux d'aide aux victimes, des responsables du département secret de politique de la Tchéka, et d'autres.